# Каньо (провінція Тренто)
Каньо (італ. Cagnò) — муніципалітет в Італії, у регіоні Трентіно-Альто-Адідже,  провінція Тренто.
Каньо розташоване на відстані близько 520 км на північ від Рима, 38 км на північ від Тренто.
Населення — 339 осіб (2014).
Щорічний фестиваль відбувається 14 лютого. Покровитель — святий Валентин.

## Демографія
Населення за роками:

Станом на 31 грудня 2014 року в муніципалітеті офіційно проживало 26 іноземців з 4 країн, серед них 12 громадян країн Євросоюзу.

## Сусідні муніципалітети
- Клес
- Лауреньо
- Ліво
- Провес
- Рево
- Румо